# Butler Lampson
Butler W. Lampson (né le 23 décembre 1943 à Washington) est un ingénieur informaticien américain.

## Biographie

### Études
Son père travaillant pour les affaires étrangères, Lampson passe sa jeunesse en Allemagne et en Turquie avec sa famille. Il retourne aux États-Unis pour poursuivre ses études et obtient en 1964 un bachelor’s degree en physique à l'Université Harvard. Il s'oriente vers la recherche en informatique et obtient un doctorat en électrotechnique et en informatique (EECS) à Berkeley en 1967. Avec d'autres étudiants de Berkeley, dont Charles P. Thacker, il participe au projet Génie et à l'élaboration d'un système en temps partagé pour le SDS 940. Cette machine sera par la suite commercialisée par Scientific Data Systems, puis par Xerox Data Systems après le rachat de la firme. Avec des anciens du projet Genie, il crée la Berkeley Computer Corporation (BCC),.

### Xerox PARC
En 1971, Bob Taylor lui présente les moyens et les ambitions de Xerox et le convainc d'entrer au Computer Science Laboratory (CSL) du PARC, le centre de recherches nouvellement ouvert par la firme à Palo Alto. En décembre 1972, il rédige un mémorandum intitulé Why Alto? afin de convaincre le management de Xerox de financer la mise au point et la construction de quelques exemplaires de l’Alto. Ce projet, représentant l'aboutissement des recherches effectuées au PARC, devait donner naissance au concept d'ordinateur personnel.

### L'après Xerox
Dans les années 1980, Lampson quitte le PARC pour le centre de recherches de DEC. Depuis les années 1990, il travaille pour Microsoft Research.
Lampson est Adjunct Professor au Massachusetts Institute of Technology.

## Distinctions
En 1992, l'ACM décerne à Butler Lampson le prix Turing pour sa contribution dans le développement de l’informatique personnelle et distribuée.
Il reçoit également l'IEEE Computer Pioneer Award en 1996, et le National Computer Systems Security Award in 1998. L'IEEE lui remet la médaille John von Neumann en 2001.
En 2004, l'Académie nationale d'ingénierie des États-Unis (NAE) remet le prix Charles Stark Draper à Butler Lampson, ainsi qu'à Alan Kay, Robert Taylor et Charles P. Thacker, pour leur travail sur le Xerox Alto.